# Třída TF2000
Třída TF-2000 je perspektivní třída protiletadlových torpédoborců vyvíjených pro turecké námořnictvo v rámci programu rozvoje floty MİLGEM. Stavba prototypové jednotky byla zahájena roku 2024.

## Stavba
Torpédoborce jsou vyvíjeny v rámci tureckého námořního zbrojního programu MİLGEM (Milli Gemi). Ten má zajistit nezávislost tureckého námořnictva na dovozu válečných lodí a částečně i jejich vybavení. V první fázi programu byly vyvinuty domácí korvety třídy Ada, postavené ve čtyřech kusech v letech 2005–2019. Na základě třídy Ada byly následně vyvinuty víceúčelové fregaty třídy Istanbul (TF-100) a program mají uzavřít právě protiletadlové torpédoborce třídy TF-2000 (původně byly označovány jako fregaty).
Torpédoborce TF-2000 vyvíjí organizace Turkish Naval Institute. Stavbu zajišťuje loděnice Istanbul Naval Shipyard. Stavba prototypové jednotky byla zahájena roku 2024.
Jednotky třídy TF2000:
| Jméno | Založení kýlu | Spuštěna | Vstup do služby | Status                 |
| ----- | ------------- | -------- | --------------- | ---------------------- |
|       |               |          |                 | ve stavbě od roku 2024 |

## Konstrukce
Torpédoborce jsou vybaveny řadou systémů domácího původu. Ponesou přehledový radar ASELSAN ÇAFRAD s dosahem 300 km. Na přídi se nachází 127mm kanón v dělové věži. Doplňují je 25mm kanóny ve zbraňových stanicích Aselsan STOP. Významná část výzbroje bude vypouštěna z 96 vertikálních sil MİDLAS, rozdělených do dvou skupin: 32násobné silo je na přídi a 64násobné silo je součástí nástavby. Využívány budou domácí protiletadlové řízené střely SİPER a Hisar. Blízkou obranu zajišťuje 35mm kanón Gökdeniz v přední části nástavby a na zádi raketový komplet Roketsan Levent. Údernou výzbroj představují protilodní střely ATMACA a protizemní střely GEZGİN. Pohonný systém je koncepce CODOG. Tvoří jej dva diesely a dvě plynové turbíny. Nejvyšší rychlost dosáhne 26 uzlů.